# بالاژ هرایی
بالاژ هرایی (مجاری: Balázs Hárai؛ زادهٔ ۵ april ۱۹۸۷ (۳۷ سال)) بازیکن واترپلو اهل مجارستان است.
وی در مسابقات کشوری و بین‌المللی در مجموع برندهٔ ۲ مدال طلا، ۳ مدال نقره، ۳ مدال برنز شده‌است.